# 范軾
范軾（？—？），字亦坡，號眉生，湖北省漢陽府黃陂縣人，清朝政治人物、進士出身。
光緒二十四年（1898年），登進士，同年五月，以主事分部学习，授兵部主事。官至撫州府知府。